# Lisboa (tỉnh)
Tỉnh Lisboa (phát âm tiếng Bồ Đào Nha: [liʒˈβoɐ], tiếng Bồ Đào Nha: Distrito de Lisboa) là một tỉnh của Bồ Đào Nha. Thủ phủ tỉnh đóng tại thành phố Lisboa, đồng thời cũng là thủ đô quốc gia.

## Các khu tự quản
Tỉnh gồm 16 khu tự quản:
- Alenquer
- Amadora
- Arruda dos Vinhos
- Azambuja
- Cadaval
- Cascais
- Lisboa
- Loures
- Lourinhã
- Sobral de Monte Agraço
- Mafra
- Odivelas
- Oeiras
- Sintra
- Torres Vedras
- Vila Franca de Xira

Bản mẫu:Khu tự quản của tỉnh Lisboa